# 佩罗萨卡纳韦塞
佩罗萨卡纳韦塞（義大利語：Perosa Canavese），是意大利都灵省的一个市镇。总面积5平方公里，人口570人，人口密度114.0人/平方公里（2009年）。ISTAT代码为001185。